# Libnotes (Goniodineura) apsellia
Libnotes (Goniodineura) apsellia is een tweevleugelige uit de familie steltmuggen (Limoniidae). De soort komt voor in het Australaziatisch gebied.